# وین (پنسیلوانیا)
وین (به انگلیسی: Wayne) یک منطقهٔ مسکونی در ایالات متحده آمریکا است که در پنسیلوانیا واقع شده‌است.